# Steven Gardiner
Steven Gardiner (født 12. september 1995) er en bahamisk atlet, der konkurrerer i sprintløb.
Han tog guld for Bahamas på 400 meter under Sommer-OL 2020 i Tokyo.